# Darrien Landsberg
Pour les articles homonymes, voir Landsberg.
Pas d'image ? Cliquez ici

a Compétitions nationales et continentales officielles uniquement.

Dernière mise à jour le 9 mai 2025.
Darrien Landsberg, né le 26 juillet 1998 au Zimbabwe, est un joueur zimbabwéen de rugby à XV jouant principalement au poste de deuxième ligne avec la franchise des Lions en United Rugby Championship et les Golden Lions en Currie Cup.

## Biographie
Darrien Landsberg naît au Zimbabwe mais grandit à Johannesbourg en Afrique du Sud. Il rejoint très tôt les Golden Lions avec qui il fait toute sa formation rugbystique. Il représente donc les Lions dans toutes les catégories d'âge et joue dans leur équipe réserve avec qui il participe au SuperSport Challenge en 2018 et 2019,,. 
Il commence toutefois sa carrière professionnelle en 2020 avec les Pumas, recruté pour le Super Rugby Unlocked (en). Il joue son premier match durant cette compétition, face aux Cheetahs. Avec les Pumas, il remporte la Currie Cup en 2022.
Il fait ses débuts avec les Lions durant la saison 2022-2023 et arrive à se faire une place dans sa nouvelle équipe.
En 2024, Darrien Landsberg joue un rôle important au sein des Golden Lions qui se qualifient jusqu'en finale de la Currie Cup. Titulaire, il perd cependant cette finale face aux Natal Sharks, sur le score de 16 à 14,,. À cette période, il est approché par le staff de l'équipe du Zimbabwe qui souhaite le sélectionner, mais il décline la proposition car il espère jouer un jour pour l'Afrique du Sud.